# Pamplona (ort i Colombia, Norte de Santander, lat 7,38, long -72,65)
Pamplona är en ort i Colombia.   Den ligger i departementet Norte de Santander, i den norra delen av landet, 300 km nordost om huvudstaden Bogotá. Pamplona ligger 2 294 meter över havet och antalet invånare är 53 587.
Terrängen runt Pamplona är bergig österut, men västerut är den kuperad. Runt Pamplona är det ganska glesbefolkat, med 32 invånare per kvadratkilometer. Pamplona är det största samhället i trakten. I omgivningarna runt Pamplona växer i huvudsak städsegrön lövskog.